# Xochitlán de Vicente Suárez
Xochitlán de Vicente Suárez es una localidad del estado mexicano de Puebla. Es cabecera del municipio de Xochitlán de Vicente Suárez.

## Demografía
| Censo | Población |
| ----- | --------- |
| 1900  | 3 296     |
| 1910  | 2 938     |
| 1921  | 3 186     |
| 1930  | 2 743     |
| 1940  | 2 297     |
| 1950  | 2 572     |
| 1960  | 3 068     |
| 1970  | 2 722     |
| 1980  | 3 091     |
| 1990  | 3 037     |
| 1995  | 2 481     |
| 2000  | 2 568     |
| 2005  | 2 519     |
| 2010  | 2 721     |
| 2020  | 2 810     |